# Євлогієво
Євло́гієво (болг. Евлогиево) — село в Плевенській області Болгарії. Входить до складу общини Никопол.

## Населення
За даними перепису населення 2011 року у селі проживали 104 особи, з них 103 особи (99,0%) — болгари.
Розподіл населення за віком у 2011 році:
Динаміка населення: